# Joodse geschiedenis
De Joodse geschiedenis is de geschiedenis van het Joodse volk, de joodse religie en de Joodse cultuur. Aangezien de Joodse geschiedenis meer dan vierduizend jaar overspant en honderden verschillende bevolkingsgroepen omvat, kan de geschiedenis slechts in grote lijnen worden uiteengezet. Extra informatie, toegespitst op de ontwikkeling van de joodse godsdienst, kan worden gevonden in het artikel geschiedenis van het jodendom en in van hieruit gelinkte artikelen.

## Vroege Joodse geschiedenis (tot het jaar 200)

### Oude Israëlieten
De eerste episodes van de geschiedenis van de Joden spelen zich hoofdzakelijk af in het huidige Israël en Palestina, dat toen Kanaän heette. Het begint met de volkeren die leven in het gebied tussen de rivieren de Nijl, de Tigris en de Eufraat. Omringd door oude zetels van cultuur in Egypte en Babylonië, door de woestijnen van Arabië, en door de hooglanden van Klein-Azië, was het land van Kanaän een mengelmoes van verschillende beschavingen. Het land werd doorkruist door allerlei oude handelsroutes. Er waren belangrijke havens aan de Golf van Akaba en langs de vruchtbare mediterrane kust.
De Joden stammen af van de oude Israëlieten (ook bekend als Hebreeërs), die in het land van Israël regeerden. Israëlieten vonden hun gemeenschappelijke afstamming in de patriarch Abraham via Isaak en Jacob, later Israël genoemd. De Joodse traditie stelt dat Israëlieten de nakomelingen zijn van Abraham uit het land Oer of Ur in het oude Sumerië (Mesopotamië). Jacob vestigde zich in Kanaän. De twaalf zonen van Jacob (de vierde ervan met de naam Juda), die zich in Egypte vestigden als gevolg van een hongersnood, zijn de voorvaderen van de twaalf stammen die onder een Egyptische farao dienden. In de joodse religie markeert de emigratie van Israëlieten uit Egypte naar Kanaän (de Exodus), die door Mozes werd geleid, de vorming van de Israëlieten als volk. Overigens is er van het veronderstelde verblijf in Egypte nooit enig spoor of bewijs gevonden. Gezien de omstandigheden in het oosten van de Nijldelta is dit niet vreemd en mag zeker niet gezien worden als bewijs dat er géén Israëlitische nederzetting is geweest. Er zijn door het vochtige klimaat überhaupt geen eenvoudige gebouwen van kleistenen of papyri in deze streek bewaard gebleven.
Echter er zijn bronnen, waar latere Israëlische schrijvers onmogelijk toegang toe kunnen hebben gehad, die overeenkomen met de situatie en de tijd die beschreven worden in het Bijbelboek Exodus. Zo bestaan er rapporten over de quota's van de te maken hoeveelheden stenen, beschrijvingen voor welke bouw ze bestemd waren, er is zelfs een rapport van een klacht van een opzichter dat er te weinig stro is voor de dagelijkse quota. Dit alles past precies in de situatie, plaats en periode die in Exodus beschreven wordt. Maar dit is niet het enige bewijs. Zo is er de tombe van Rekhmire, op de westelijke oever van de Nijl. Rekhmire was een vizier uit ong. 1450BC. De wanden van zijn tombe zijn beschilderd met taferelen van werkende Nubische en Syro-Kanaänitische slaven die stenen maken van modder en water. Dit onder toeziend oog van opzichters. Voor wat dit betreft lijkt de Bijbel dus te kloppen. Er zijn aanwijzingen over verwantschap met nomaden die Habiru genoemd werden, maar het is niet aangetoond dat dit dezelfde groep mensen was. De Joodse traditie vertelt dat na veertig jaar trekken door de woestijn, de Israëlieten in Kanaän aankwamen en het onder aanvoering van Jozua veroverden. Het land werd onder de twaalf stammen verdeeld. Voor een periode van ongeveer 200 jaar (ijzertijd) vormden de 12 stammen geen staatkundige eenheid en leidden een nomadenbestaan. In geval van nood, voornamelijk voor strijd met de Filistijnen, staat steeds een sterke man op als tijdelijk leider (richter genaamd, zoals Simson en Gideon). Na deze periode werd een Israëlitische monarchie gevestigd onder Saul, en deze ging verder onder Koning David en Salomo. Koning David veroverde Jeruzalem en maakte het tot zijn persoonlijk bezit en tot hoofdstad van zijn koninkrijk. Na Salomo raakte de natie verdeeld in twee koninkrijken, Israël (tien stammen in het noorden met hoofdstad Samaria) en Juda (twee stammen in het zuiden). Nadien is het volk van Israël verdeeld gebleven tot in 20e eeuw de staat Israël ontstond. Koninkrijk Israël werd veroverd door de Assyrische heerser Salmanasser V in de 8ste eeuw voor de jaartelling. De elites (rijken, priesters en leiders) werden afgevoerd in ballingschap en slavernij, en keerden nooit terug. Herbevolking vond plaats met kolonisten uit andere gebieden om de verzetsgeest te breken (zo ontstaat in Samaria een mix van afgodendienst en jodendom). Het koninkrijk Juda werd veroverd door een Babylonisch leger in de vroege 6de eeuw voor de gangbare jaartelling. De Judaëse elites werden verbannen naar Babylon, maar later keerde een deel van hen terug naar hun geboorteland, geleid door de profeten Ezra en Nehemia. Toen reeds was de extreme verdeeldheid onder Israëlieten duidelijk met de vorming van politiek-godsdienstige facties.

### Onder de Ptolemaeën en Seleuciden

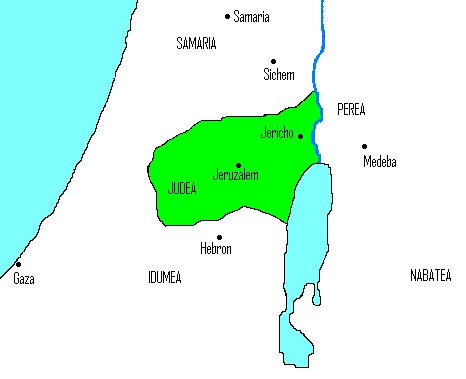
Het tempelstaatje Judea.

Nadat Alexander de Grote rond 330 v.Chr. de Perzen had verslagen, kwam Juda onder Griekse overheersing, aanvankelijk onder de Ptolemaeën, later onder de Seleuciden. Juda was in deze tijd een tempelstaatje, bestuurd door de hogepriester. Aanvankelijk kwamen de hogepriesters uit het geslacht van de Oniaden, maar aan het einde van de Seleucidische overheersing had de rivaliserende familie van de Tobiaden zoveel invloed dat zij een andere hogepriester naar voren konden schuiven. Dit was voor veel Joden een doorn in het oog, aangezien deze hogepriester niet van Sadok, een priester in de tijd van Koning David, afstamde. Een deel van de joden (meestal uit de rijkere elite) helleniseerde onder de Griekse heersers en ging zelfs Griekse namen voeren.
Een verslechtering van de relaties tussen de gehelleniseerde Joden en de godsdienstige joden bracht de Seleucidische koning Antiochus IV Epiphanes ertoe te besluiten een verbod op bepaalde joodse godsdienstige riten en tradities op te leggen. Derhalve werden de orthodoxe joden opstandig onder de leiding van de Hasmonese familie. Deze opstand leidde uiteindelijk tot de vorming van een onafhankelijk Joods koninkrijk, bekend als de Hasmonese dynastie.

### Het Hasmonese koninkrijk

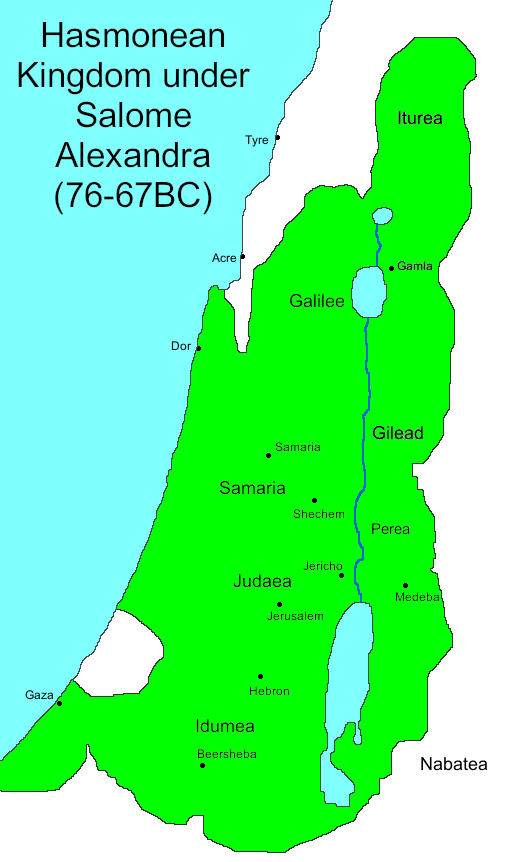
Het Hasmonese rijk in zijn grootste omvang

De Hasmonese dynastie hield aan van 165 tot 63 voor de jaartelling. De dynastie werd omvergeworpen als resultaat van een burgeroorlog tussen de zonen van Salome Alexandra: Hyrcanus II en Aristobulus II. De Romeinen, die ondertussen het Seleucidische Rijk feitelijk tot vazalstaat hadden gemaakt, grepen nu in. De mensen, die niet door een (Romeinse vazal) koning maar door een theocratische geestelijkheid wilden worden geregeerd, werden onderworpen aan de Romeinse autoriteiten. Een Romeinse campagne van volledige verovering en annexatie van het gebied, die door Pompeius werd geleid, volgde spoedig.

### Joden onder Romeins gezag

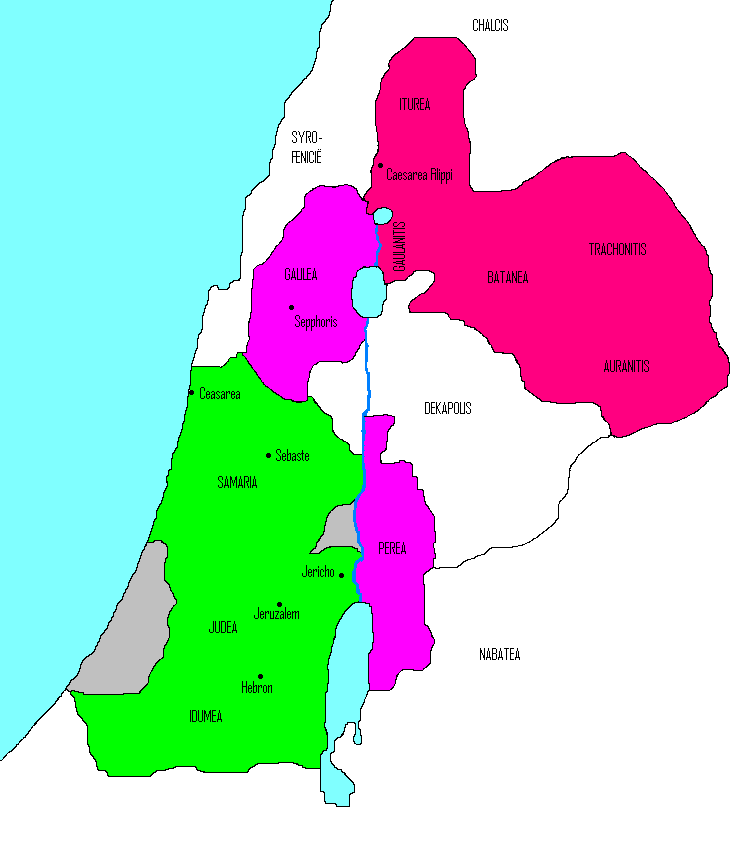
Het Joodse land onder de Herodianen

#### Herodianen
Vanaf 63 v.Chr. was Judea een vazalstaatje onder Romeins gezag. Aanvankelijk bestuurde de Hasmoneeër Hyrcanus II de vazalstaat, maar na een vergeefse poging van de eveneens Hasmonese Antigonus Judea weer tot een onafhankelijke staat te maken, was de rol van de Hasmoneeën definitief uitgespeeld. De Romeinen benoemde de Idumeeër Herodes de Grote tot 'Koning der Joden'. Hij was onder Joden niet erg geliefd, want hij regeerde het rijk met harde hand. Na zijn dood in 4 v.Chr. werd het rijk onder zijn zonen verdeeld: Herodes Archelaüs bestuurde Judea, Samaria en Idumea, Herodes Antipas bestuurder Galilea en Perea, Filippus kreeg de gebieden ten noordoosten van het Meer van Tiberias. Judea (en bijbehorende gebieden) werd in de decennia die volgden afwisselend bestuurd door nakomelingen van Herodes en door Romeinse procuratoren (van hen was Pontius Pilatus de bekendste). De andere Joodse gebieden werden nog lang bestuurd door Herodes' nakomelingen, maar kwamen ongeveer halverwege de eerste eeuw na Chr. onder gezag van Syrië te staan.

#### Joodse opstanden
Hoewel de Romeinen het in deze periode voor het zeggen hadden in het Joodse land, bleef de herinnering aan de onafhankelijke staat springlevend. De Herodianen en de Romeinse overheersers waren over het algemeen dan ook niet erg geliefd. Omgekeerd hielden veel Herodianen en Romeinse procuratoren niet veel rekening met zaken die voor Joden op grond van de Thora en godsdienstige tradities gevoelig lagen. Na een aanvankelijke overwinning op een Romeinse bezettingsmacht kwam het in 66 na Chr. tot een explosie en brak de Joodse Oorlog uit. Het relatief ongeorganiseerde en innerlijk verdeelde verzet werd echter geconfronteerd met de Romeinse overmacht. Onder aanvoering van Vespasianus en (nadat Vespasianus in 69 keizer was geworden) diens zoon Titus Flavius sloegen de Romeinen ongenadig toe: onderweg naar Jeruzalem brandden ze alles plat. De Romeinen verwoestten de Tempel van Jeruzalem en stalen volgens sommige verslagen artefacten uit de tempel, zoals de Menora, die op de Titusboog in Rome staat afgebeeld.

#### Bar Kochba
In 132 kwam het opnieuw tot een treffen met de Romeinen. De Jood Sjimon bar Kochba probeerde opnieuw te komen tot een Joodse staat zonder Romeinse overheersing. Drie jaar later, in 135, sloeg Julius Severus de opstand neer. Hij richtte vele verwoestingen aan in Judea. Bovendien bepaalde hij dat Joden niet langer Jeruzalem mochten binnengaan. Het lijkt er echter op dat deze bepaling niet lang is nageleefd. Er zijn meerdere historische bronnen die aantonen dat in de eeuwen die volgen, ook vóór de vernietiging van de herbouwde stad door Perzen in de 7e eeuw, er Joden leefden in de stad.

#### Diaspora
Joden die niet in Judea bleven, weken veelal uit naar veiliger oorden, onder meer naar de Joodse gemeenschap in Babylonië. Ook waren veel Joodse krijgsgevangenen door de Romeinen als slaven verkocht. Dit is de traditionele verklaring voor de diaspora. Nochtans was een meerderheid van de Joden in de oudheid waarschijnlijk nakomeling van mensen in de steden van de Hellenistisch-Romeinse wereld, vooral in Alexandrië en Klein-Azië. Ook de Joodse gemeenschap in Babylonië bestond al veel langer en stamde af van Joden die daar na de Babylonische ballingschap waren blijven wonen.

#### Herstel van het Jodendom
Rabbijnen die de Joodse Opstand van 70 na Chr. hadden overleefd, begonnen al snel in Javne en later ook in Tiberias scholen te vormen, waarin zij het Jodendom opnieuw doordachten. Zij gaven daarmee vorm aan een nieuwe fase in het Jodendom, wat nodig was omdat er nu geen tempel meer was. Ook verzamelden zij de farizese tradities, die tot dan toe mondeling waren doorgegeven. Van blijvend belang voor het Jodendom was de ontwikkeling van de interpretaties van de Thora die in de Misjna op schrift zijn gesteld (plm. 200 na Chr.) en die de basis vormden voor de latere Talmoed.

## Joden in de Middeleeuwen
De Joodse geschiedenis in de Middeleeuwen varieerde van land tot land. Van enkele gebieden volgt een overzicht.

### Europa
Joden leefden verspreid over heel Europa, vooral in het gebied van het vroegere Romeinse Rijk. Er zijn verslagen van Joodse gemeenschappen in Frankrijk en Duitsland uit de 4e eeuw, en nog vroeger waren er wezenlijke joodse gemeenschappen in Spanje. Joden die leefden in christelijk Europa liepen vaak tegen conflicten aan met degenen onder wier macht zij stonden. Aangezien zij de enige mensen waren die geld uitleenden tegen rente (hetgeen aan katholieken door de kerk werd verboden) werden sommige Joden prominente financiers. De christelijke heersers zagen geleidelijk in dat de Joden langzamerhand de geldmarkt gingen beheersen. De geldhandel van westelijk Europa viel hierdoor grotendeels in handen van de Joden.
Joden werden vaak vervolgd of werden verbannen uit diverse Europese landen. De vervolgingsgolf bereikte zijn eerste piek tijdens de Kruistochten. In de Volkskruistocht (1096) werden bloeiende gemeenschappen langs de Rijn en de Donau volkomen vernietigd. In de Tweede Kruistocht (1147) werden de Joden in Frankrijk in groten getale afgeslacht. De Joden werden ook onderworpen aan aanvallen tijdens de Kruistochten van de Herders van 1251 en 1320. In 1290 werden Joden verbannen uit Engeland (Edict of Expulsion door Edward I). Veel van de verdreven Joden vluchtten naar Polen.
Een grote verbanning van Joden vond plaats na de herovering van moslim-Spanje, die door de Spaanse Inquisitie (1492) werd gevolgd, waarin de volledige Spaanse Joodse bevolking van circa 200.000 Sefardische Joden werd verdreven. Dit werd gevolgd door verbanningen in 1493 in Sicilië (37.000 Joden) en Portugal in 1496. De verdreven Spaanse Joden vluchtten hoofdzakelijk naar het Ottomaanse Rijk en Noord-Afrika; anderen vluchtten naar gebieden in Europa buiten Iberië (o.a. Nederland). Ook was er een vlucht van Spanje naar Portugal tussen de twee inquisities.
Tot de 16e eeuw was het aantal Joden in West-Europa gering. Deze situatie verschilde aanzienlijk van Oost-Europa. Polen had de grootste Joodse bevolking in Europa, maar de kalme situatie voor de Joden werd daar beëindigd toen de Poolse en Litouwse Joden met honderdduizenden werden afgeslacht door Cossack Chmielnicki (1648) en tijdens de Zweedse oorlogen (1655). Gedwongen door deze en andere vervolgingen, bewogen de Joden zich naar westelijk Europa in de 17e eeuw. Het laatste verbod op het Jodendom, dat van Engeland, werd herroepen in 1654, maar de periodieke uitwijzingen van individuele steden kwamen nog voor. De Joden werden vaak beperkt in landeigendom of werden gedwongen om in getto's te leven.

### Islamitisch Spanje, Noord-Afrika en het Midden-Oosten
Tijdens de Middeleeuwen werden de Joden over het algemeen beter behandeld door islamitische heersers dan door de christelijke heersers. Ondanks het tweedeklasburgerschap speelden de Joden belangrijke rollen in moslimgemeenschappen en beleefden een "Gouden Eeuw" in Spanje van 900 tot 1100, hoewel de situatie na die periode verslechterde.

## De kolonisatie van Amerika
Joden waren nauw betrokken bij de Nederlandse kolonisatie van Amerika. De koloniale overheid gaf hen allerlei privileges die ze in Nederland niet hadden. De eerste synagoge in Latijns-Amerika is in 1636 gesticht in Recife in het toenmalige Nederlands-Brazilië door Portugese Joden die in Nederland leefden. In 1650 stichtten Portugese Joden in Curaçao de congregatie Mikvé Israel, en in 1732 werd de Mikvé Israël-Emanuelsynagoge gebouwd. Curaçao herbergde voor 1825 de grootste, rijkste en best opgeleide Joodse gemeenschap van het hele continent.

## De Europese Verlichting en Haskala (1700-1800)
Tijdens de periode van de Europese Renaissance en de Verlichting vonden er significante veranderingen plaats binnen de Joodse gemeenschap.
Joden kregen burgerrechten. Eerst in de Verenigde Staten (1776). Frankrijk volgde in 1789, Nederland in 1796.
Het seculaire en wetenschappelijke onderwijs werd aan de traditionele godsdienstige instructie toegevoegd. Dit had gevolgen voor een nationale joodse identiteit, waaronder een heropleving van de studie van de Joodse geschiedenis en Hebreeuws.
Tezelfdertijd veranderde de kijk op de wereld en er ontstonden debatten over de potentiële emancipatie van de Joden. Het eerste land dat deze debatten voerde was Frankrijk, tijdens de Franse Revolutie in 1789. Niettemin wensten vele Fransen dat de Joden hun eigen gebruiken en culturele identiteit zouden opgeven. Deze tweeslachtigheid uitte zich in de beroemde toespraak van Clermont-Tonnerre voor de Nationale Assemblee in 1789:
Wij moeten alles met betrekking tot de Joodse natie weigeren, maar alles overeenstemmen met de Joden als individuen. Wij moeten erkenning van hun rechters terugtrekken; zij zouden alleen onze rechters moeten hebben. Wij moeten rechtsbescherming aan de handhaving van de zogenaamde wetten van hun Joodse organisatie weigeren; zij zouden niet moeten worden toegestaan om in de staat of een politiek lichaam een orde te vormen. Zij moeten individuele burgers zijn. Maar sommigen zullen aan me zeggen, zij willen geen burgers zijn. Goed dan! Als zij geen burgers willen zijn, zouden zij dat moeten zeggen en wij zouden hen moeten verbannen. Het is weerzinwekkend om in de staat een vereniging van niet-burgers te hebben, of om een natie binnen de natie te hebben.

## Negentiende Eeuw
Hoewel er nog vervolgingen plaatsvonden, spreidde de Jodenemancipatie zich in heel Europa uit. Veel Joden werden aangespoord om uit de Joodse getto's in Europa te vertrekken en hun toevluchtsoord in de onlangs gecreëerde verdraagzamere politieke regimes te zoeken die gelijkheid in het kader van de napoleontische Wet aanboden. In 1871 (met de emancipatie van de Duitse Joden) had elk Europees land behalve Rusland zijn Joden geëmancipeerd.

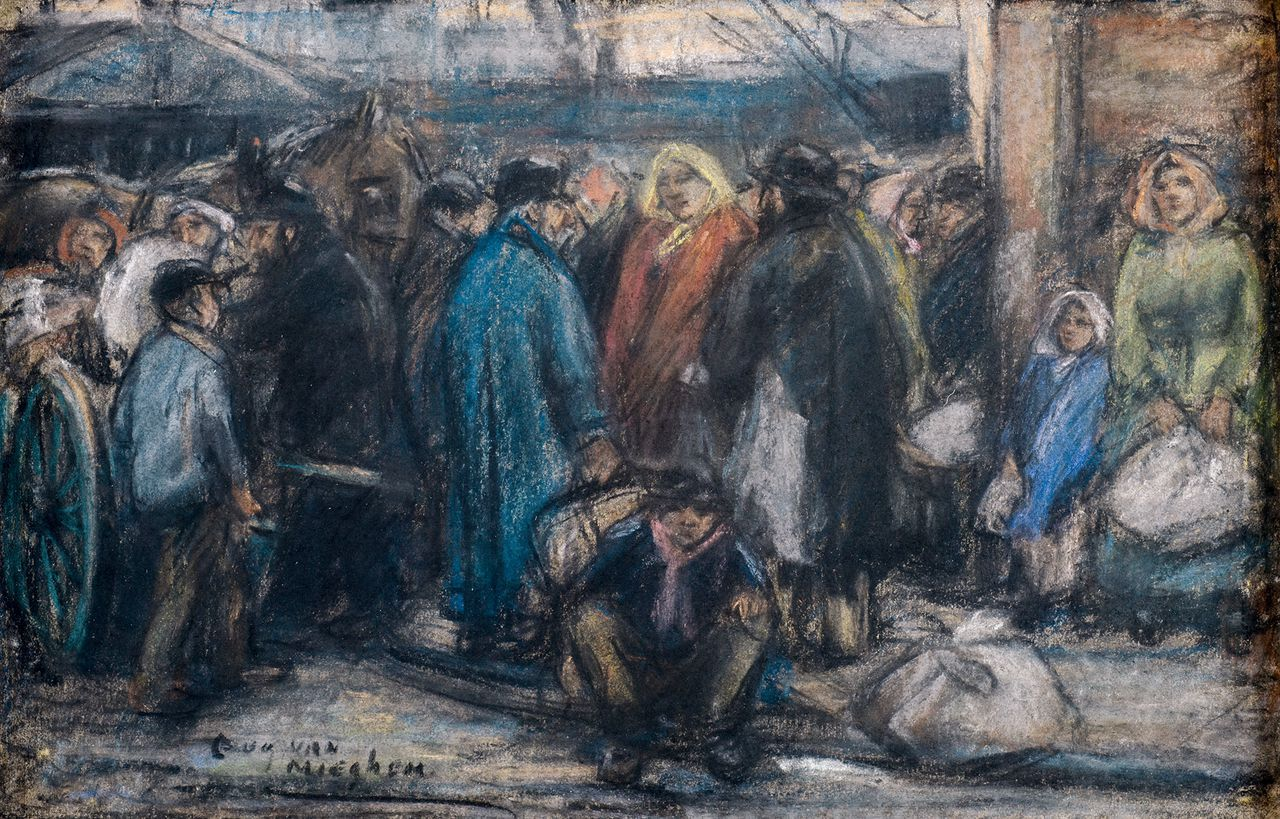
Oost-Europese Joden in Antwerpen op doortocht naar Amerika (Eugeen Van Mieghem, 1899)

Ondanks het verbeteren van de integratie van de Joden in de seculaire maatschappij, kwam een nieuwe vorm van antisemitisme tevoorschijn, gebaseerd op de ideeën van rassenverschillen gestimuleerd door het nieuwe sociaal darwinisme en niet meer op de godsdienstige haat van de Middeleeuwen. Deze vorm van antisemitisme stelde dat de Joden een afzonderlijk en inferieur ras in vergelijking met de "Arische" inwoners van westelijk Europa waren. Ook het eveneens nieuwe nationalisme werkte antisemitisme in de hand: veel joden hielden ondanks de 'integratie' vast aan hun gebruiken zodat ze als afzonderlijke groep herkenbaar bleven. Dit was verdacht in patriottistische ogen die hen zagen als mogelijke "verraders die heulden met buitenlandse vijanden van het vaderland." Dit leidde tot de totstandkoming van politieke partijen in vooral Frankrijk, Duitsland en Oostenrijk-Hongarije die een platform voor het annuleren van de emancipatie vormden. Deze vormen van antisemitisme groeiden gedurende de 19de eeuw gestaag in de Europese cultuur. Dit vernieuwde antisemitisme, de teleurstellingen over het resultaat van de joodse emancipatie (haskala) in West-Europa en de voortdurende pogroms in Oost-Europa brachten een aantal Joden ertoe om te geloven dat zij slechts in een eigen natie, bij voorkeur in het oude Joodse thuisland rond Jeruzalem, veilig zouden zijn (wat uiteindelijk een sterke stimulans voor het zionisme werd).
Tezelfdertijd leidde de Joodse migratie in de Verenigde Staten, toentertijd een van de weinige landen waar joden geheel vrij waren, tot een nieuwe gemeenschap die van de beperkingen van Europa waren verlost. Meer dan 2 miljoen Joden kwamen in de Verenigde Staten wonen tussen 1890 en 1924. De meesten kwamen uit Rusland en Oost-Europa waar de meeste en bovendien ook gewelddadigste vervolgingen plaatsvonden.

## Twintigste eeuw
Hoewel de Joden meer en meer integreerden in Europa, bleef antisemitisme bestaan. De Joden vochten voor hun geboortelanden in de Eerste Wereldoorlog en speelden een belangrijke rol in de cultuur en kunst tijdens de jaren 20 en 30. Het antisemitisme bereikte zijn meest extreme vorm tijdens de Tweede Wereldoorlog, toen er tussen de vijf en zes miljoen Joden werden vermoord. Deze massaslachting wiste bijna tweeduizend jaar Europese Joodse geschiedenis uit.
In 1948 werd de staat Israël opgericht. Hiermee werd de eerste Joodse staat gesticht sinds de Romeinse vernietiging van Jeruzalem. Verdere oorlogen tussen Israël en zijn Arabische buren volgden, met als gevolg de vervolging van bijna alle 900.000 Joden die eerder in Arabische landen leefden.
Tegenwoordig zijn de grootste Joodse gemeenschappen in de Verenigde Staten en Israël. Ook zijn er aanzienlijke gemeenschappen in Frankrijk, Rusland, het Verenigd Koninkrijk en Canada.
In de Lage Landen is er na de Sjoa niet veel meer over van het voorheen rijke Joodse leven. Tegenwoordig wonen hier de meeste Joden in Amsterdam en Antwerpen. In heel België woonden in 1970 ongeveer 40.000 Joden.